# Cristian Rodas
Cristian Daniel Rodas Insfrán (Edelira, 7 agosto 1989) è un ex cestista paraguaiano.

## Carriera
Con il Paraguay ha disputato i Campionati americani del 2011.